# مارسلو نگرائو
مارسلو تلس نگرائو (به پرتغالی: Marcelo Teles Negrão) (زاده ۱۰ اکتبر ۱۹۷۲ در سائو پائولو) بازیکن والیبال اهل برزیل که از سال ۱۹۸۹ تا ۲۰۰۱ عضو تیم ملی والیبال برزیل بود.
مارسلو به همراه تیم ملی برزیل مدال طلا المپیک ۱۹۹۲ بارسلونا را به دست آورد و در لیگ جهانی ۱۹۹۲ نیز به عنوان بهترین پشت خط زن مسابقات انتخاب شد.